# Ciclo (musica)
Un ciclo ha diversi significati nel campo della musica. Acusticamente, si riferisce a una vibrazione completa, l'unità base dell'Hertz è un ciclo al secondo. In teoria, un ciclo di intervallo è una raccolta di classi di altezza create da una sequenza di intervalli identici. I singoli pezzi che si aggregano in opere più grandi sono considerati cicli, ad esempio i movimenti di una suite, di una sinfonia, di una sonata o un di quartetto d'archi. Questa definizione può applicarsi a tutto, dalle impostazioni della Messa o di un ciclo di canzoni a un ciclo di opere. Il ciclo si applica anche all'esecuzione completa dell'opera di un singolo compositore in un genere.
I cicli armonici, sequenze ripetute di una progressione armonica, sono alla base di molti generi musicali, come il Blues in 12 misure. Nelle composizioni di questo genere, la progressione di accordi può essere ripetuta indefinitamente, con variazioni melodiche e liriche che formano l'interesse musicale. Il tema della forma e le variazioni è essenzialmente di questo tipo, ma generalmente su scala più ampia.
La composizione che utilizza una riga di toni è un altro esempio di un ciclo di materiale di intonazione, sebbene possa essere più difficile da ascoltare perché le variazioni sono più diverse.

## Cicli ritmici

### Musica classica indiana
Nella musica classica indiana, una specifica struttura ritmica nota come tala viene ripetuta per tutta la lunghezza del raga e utilizzata come base per l'improvvisazione delle parti di batteria.

### Musica dell'Indonesia
Nella musica gamelan dell'Indonesia, ci sono cicli di gong nidificati che determinano la struttura ritmica del pezzo. Questo tipo di ciclo è chiamato colotomia. Allo stesso modo in cui specifici cicli armonici determinano il genere di molti brani occidentali (come il blues), i brani gamelan sono classificati in base alle loro strutture colotomiche. Alcuni altri stili musicali, come il gagaku o il piphat, sono stati analizzati colotomicamente.

### Tradizioni musicali dell'Africa subsahariana
Il ritmo nell'Africa sub-sahariana è tipicamente generato da più cicli ritmici incrociati, in relazione a un ciclo primario di quattro battute principali. Questo periodo musicale di base ha una struttura bipartita; è formato da due cellule ritmicamente contrapposte, costituite da due battute ciascuna. Kubik sottolinea che il ciclo di quattro tempi è un periodo più breve di quello che si sente normalmente nella musica europea. Questo spiega lo stereotipo della musica africana come "ripetitiva". I cicli hanno un inizio e una fine, con i due che si uniscono. Lo strumento principale, o solista, può temporaneamente contraddire il ciclo primario con movimenti incrociati e frasi più grandi, ma la consapevolezza del ciclo è sempre presente. In molte musiche sub-sahariana e della diaspora africana, un modello chiave, tipicamente suonato su una campana, stabilisce il ciclo o periodo di base.

## Cicli misti
Diversi tipi di cicli musicali possono sovrapporsi. Un esempio è l'isoritmo, la pratica medievale di utilizzare cicli melodici e ritmici a una o due voci. C'è una certa sequenza di materiale tonale (nota come colore) e una sequenza separata di valori ritmici (nota come talea), che è di lunghezza diversa. Se le lunghezze dei due cicli sono relativamente coprime, emergerà una melodia complessa. La maggior parte delle composizioni che utilizzano questa tecnica termina quando i due cicli coincidono.
Un processo simile viene utilizzato nella musica seriale, sebbene il numero di diversi cicli sovrapposti possa essere piuttosto elevato e codificare un'ampia varietà di parametri musicali, come dinamica, articolazione, timbro, registro e così via.

## Cicli d'opera
- L'anello del Nibelungo di Richard Wagner è composto da quattro singole opere.
- Il tabarro, Suor Angelica e Gianni Schicchi, di Giacomo Puccini, formano una serie di tre opere in un atto, destinate ad essere rappresentate insieme e intitolate collettivamente Il trittico.
- Du style galant au style méchant di Germaine Tailleferre è composto da quattro opere da camera che parodiano una diversa forma o stile operistico[8]
- Perfect Lives di Robert Ashley, Atalanta e Now Eleanor's Idea formano una trilogia.
- Patria di Raymond Murray Schafer è composto da dodici opere separate, che classifica come "teatro musicale".
- Licht di Karlheinz Stockhausen è composto da sette singole opere che prendono il nome dai giorni della settimana.